# Freguesias de Cabo Verde
Cabo Verde está dividido administrativamente en municipios (denominados concelhos) que su vez están divididos en freguesias. Dichas freguesías a su vez están constituidas en comunidades locales designadas por zonas. El total de freguesías a fecha de 2023 son treinta y dos:
Freguesías de Cabo Verde:
| Freguesía                   | Municipio                  | Isla        |
| --------------------------- | -------------------------- | ----------- |
| Nossa Senhora da Ajuda      | Mosteiros                  | Fogo        |
| Nossa Senhora da Conceição  | São Filipe                 | Fogo        |
| Nossa Senhora da Graça      | Praia                      | Santiago    |
| Nossa Senhora da Lapa       | Ribeira Brava              | São Nicolau |
| Nossa Senhora da Luz        | Maio                       | Maio        |
| Nossa Senhora da Luz        | São Domingos               | Santiago    |
| Nossa Senhora da Luz        | São Vicente                | São Vicente |
| Nossa Senhora das Dores     | Sal                        | Sal         |
| Nossa Senhora do Livramento | Ribeira Grande             | Santo Antão |
| Nossa Senhora do Monte      | Brava                      | Brava       |
| Nossa Senhora do Rosário    | Ribeira Brava              | São Nicolau |
| Nossa Senhora do Rosário    | Ribeira Grande             | Santo Antão |
| Santa Catarina              | Santa Catarina             | Santiago    |
| Santa Catarina do Fogo      | Santa Catarina do Fogo     | Fogo        |
| Santa Isabel                | Boa Vista                  | Boa Vista   |
| Santiago Maior              | Santa Cruz                 | Santiago    |
| Santíssimo Nome de Jesus    | Ribeira Grande de Santiago | Santiago    |
| Santo Amaro Abade           | Tarrafal                   | Santiago    |
| Santo André                 | Porto Novo                 | Santo Antão |
| Santo António das Pombas    | Paul                       | Santo Antão |
| Santo Crucifixo             | Ribeira Grande             | Santo Antão |
| São Francisco de Assis      | Tarrafal de São Nicolau    | São Nicolau |
| São João Baptista           | Boa Vista                  | Boa Vista   |
| São João Baptista           | Brava                      | Brava       |
| São João Baptista           | Porto Novo                 | Santo Antão |
| São João Baptista           | Ribeira Grande de Santiago | Santiago    |
| Sao Lourenço                | São Filipe                 | Fogo        |
| São Lourenço dos Órgãos     | São Lourenço dos Órgãos    | Santiago    |
| São Miguel Arcanjo          | São Miguel                 | Santiago    |
| São Nicolau Tolentino       | São Domingos               | Santiago    |
| São Pedro Apóstolo          | Ribeira Grande             | Santo Antão |
| São Salvador do Mundo       | São Salvador do Mundo      | Santiago    |